# W Delphini
W Delphini är en kortperiodisk förmörkelsevariabel av Algol-typ i stjärnbilden Delfinen. 
Stjärnan har en magnitud som varierar mellan +9,69 och +12,33 med en period på 4,8061.